# 二硒化钍
二硒化钍是一种无机化合物，化学式为ThSe2，为钍的硒化物之一，它最初于1896年通过碳化钍和硒蒸气反应得到。它可由钍和硒在高温反应制得；或由苯硒酚钍吡啶合物的热分解得到。